# Rivière du Sud (vattendrag i Kanada, Québec, lat 45,14, long -73,25)
Rivière du Sud är ett vattendrag i Kanada.   Det ligger i provinsen Québec, i den sydöstra delen av landet, 190 km öster om huvudstaden Ottawa.
Trakten runt Rivière du Sud består till största delen av jordbruksmark. Runt Rivière du Sud är det glesbefolkat, med 15 invånare per kvadratkilometer.